# Qoos

Qoos的標誌

澳門互聯網站（Qoos.com）是澳門的網上討論區，成立於2001年9月。該網站的核心服務為討論區服務。除此之外，還提供澳門新聞、線上遊戲、二手市場、網誌等服務，2019年8月轉為「酷思網」，為億亮傳媒集團旗下網站。

## 網站歷史
在網站成立初期，Qoos幾乎是一個澳門年青人中著名的討論區。當時Qoos和澳門日報以及多個政府部門合作，在網站中轉載新聞和政府資訊，令網站成為資訊性網站。
但由於加入網誌服務後，已絕少加入新功能，使得網站功能停滯；同時部份版主無心管理，會員開始流失；此外後來網站引入廣告作收入，令版面充斥商業廣告，其中更佔用大量系統資源的動畫廣告，影響網站載入速度與網站外觀。而且當時澳門的各大小新論壇如雨後春筍般湧現。
2007年4月23日，網站全面改版。討論區改用新版面、使用更新版的論壇程式、開放論壇程式內置的道具系統，轉用新的網誌服務系統（改為論壇程式內置），同時重新開放註冊。另根據Alexa統計，網站在2007年5月20日錄得世界排名第57500位，單日網站瀏覽人次超過6萬，總頁面瀏覽量超過10萬，不僅是全球排名，而且單日瀏覽人次也是開站以來的新高。
2008年1月，網站以系統升級為由暫停新用戶的註冊，至同年2月重開。重新改為只能以澳門電訊提供之電郵地址註冊，但沒有說明原因。2009年1月，網站正式易手，由專門投資本澳的風險投資基金MKW全面收購。
在2019年6月網站下線，同年8月1日網站換上全新版面，中文名稱「酷思網」，並清除歷年來所有數據留言、各分區版面與會員登記等資料，所有會員需重新註冊，整個網站相當於推倒重來。

## 負面批評

### 會員問題
在2009年年頭，Qoos內增進一些會員，被外界視為838化(即漸漸變成Macau838論壇會員質素)，該群會員在一些討論時事的話題中不會現身，而在一些低智的日常問題或家庭問題的話題中才會出現，給予無幫助性的言論，而在用字更常用一些別意字或意火星文回覆，并視此為潮流所趨，而"大家想5想做混血兒??"等港女思想話題與 "強烈要求xxx死出街 !! " 等個恩怨問題發表成的話題日漸增加，有會員更認為Qoos之後會漸漸變成第二個Macau838論壇，全壇將會充滿著"十卜卜" 等無意義回覆

### 管理問題
Qoos的管理問題主要在於其管理透明度不足。部份人認為能夠成為Qoos的管理團隊，多數是與管理員有直接關係之人士；此外，隨會員的流失的同時，版主的流失亦日益嚴重。雖然Qoos在2007年的改版以後，新增了一個應徵版主的區域，但管理員在不久之後已經沒有再理會該區域，故此部份區域並沒有再加入新任管理人員。這使部份區域的秩序處於混亂狀態，如出現欠缺理性的罵戰以及廣告貼，除非有會員再接通知超級版主以上級別之管理人員，否則該區域的混亂收況基本上沒有人理會。
2008年6月，有會員指出，Qoos內有某些會員受管理層的關照，甚至指管理員公報私仇。但不久管理層便發表公告澄清並否認有關事件。另外論壇內管理員被指行事手法粗暴，於欠缺合理解釋之下無了期封鎖會員帳號，即使錯誤封鎖亦不會認錯和理會。而其二手市場更乏人管理，任由店舖在二手市場賣廣告和推銷貨品，當中更涉及假貨和商業欺詐行為。
2009年9月，Qoos隨區(版塊隨便聊聊)在阿曉、天空域過的流星、英雄及kookinwa20等會員經常開台下，隨即在Qoos隨區掀起會員電台熱，每晚最多有兩三個會員同時開台，其中為版主"聖庭"開台次數最頻密。而其中一位會員"~.~楓葉~.~"開台時，被Qoos總管理員"johnlui"突然封帳號並刪帖，原因是宣傳某公司；但該會員並沒有宣傳其他公司意圖。及在"聖庭"等版主多番求總管理員後，"~.~楓葉~.~"的帳號解封，並發帖聲明自己沒賣廣告，及無限期不開台等言論。經此一番擾攘，令Qoos隨區彌漫着白色恐怖。在9月封號事件發生後至10月中，再沒會員夠膽開台，使會員缺少了娛樂。

### 問題會員
2007年5月11日，原來只能以澳門電訊提供之電郵地址或以.mo為結尾之電郵地址註冊之規定取消，只需通過簡單的電郵驗證便可以註冊。
2007年11月，因為該版塊缺乏管理，部分會員發佈觸犯該版塊規定的言論，以及不理會規定隨意回覆主題，引來部份非管理該版塊的管理團隊和以及較高級會員扣除積分。隨即引起部份會員以「非管理該版塊的管理團隊跨版塊執行管理行為」不滿，出現了以數位會員為首的搗亂行動，在該版塊大量開新主題洗刷版面，令版面長期充斥無意義的新帖。當部分搗亂會員被扣至成為問題會員、不能發帖甚至不能登錄討論區時，便另大量開立新號，繼續開新帖洗刷版面。這些行為再一次流失會員。
2007年12月1日，因為搗亂事件事態嚴重，Qoos管理層正視事件，給被扣分的會員重新添加積分。

### 連線速度
Qoos早前在澳門的連線速度首屈一指，但早前有海外的會員指出，在外地連入Qoos的速度很慢，平均要5─10秒才能顯示整個頁面。據Alexa的數據，Qoos的速度為慢，平均載入時間為2.8秒。

## 參看
- 澳門媒體
- Discuz

## 外部連結
- 澳門互動社區Qoos.com（页面存档备份，存于）